# اشبارو (املوان)
اشبارو هو دُوَّار يقع بجماعة النيف، إقليم تنغير، جهة درعة تافيلالت في المملكة المغربية. ينتمي الدوّار لمشيخة املوان التي تضم 11 دوار. يقدر عدد سكانه بـ 1211 نسمة حسب الإحصاء الرسمي للسكان والسكنى لسنة 2004.

## روابط خارجية
- البوابة الوطنية للجماعات الترابية
- المندوبية السامية للتخطيط